# Львовский оперный театр
Льво́вский национа́льный академи́ческий теа́тр о́перы и бале́та им. С. А. Крушельни́цкой (укр. Львівський національний академічний театр опери та балету імені Соломії Крушельницької) — театр оперы и балета во Львове, в историческом центре города, на проспекте Свободы, 28. Назван в честь известной украинской оперной певицы Соломии Крушельницкой.

## История
Необходимость в отдельном здании для городского театра стала особенно ощутимой в конце XIX века. В это время Львов находился в составе Австро-Венгрии, официально назывался Лемберг и был столицей отдельной крупной австрийской провинции — Королевства Галиции и Лодомерии.
В 1895 году был объявлен конкурс, в котором победил проект директора Львовской высшей художественно-промышленной школы З. Горголевского. Он предложил смелое решение для места постройки нового театра. Так как центр города к тому времени был плотно застроен, проект предусматривал перекрытие городской реки, Полтвы, сплошными бетонными сводами. З. Горголевский руководил всеми земляными и строительными работами. Основная нагрузка легла на львовскую фирму инженера И. Левинского. Строительство началось в июне 1897 года и длилось почти три года.

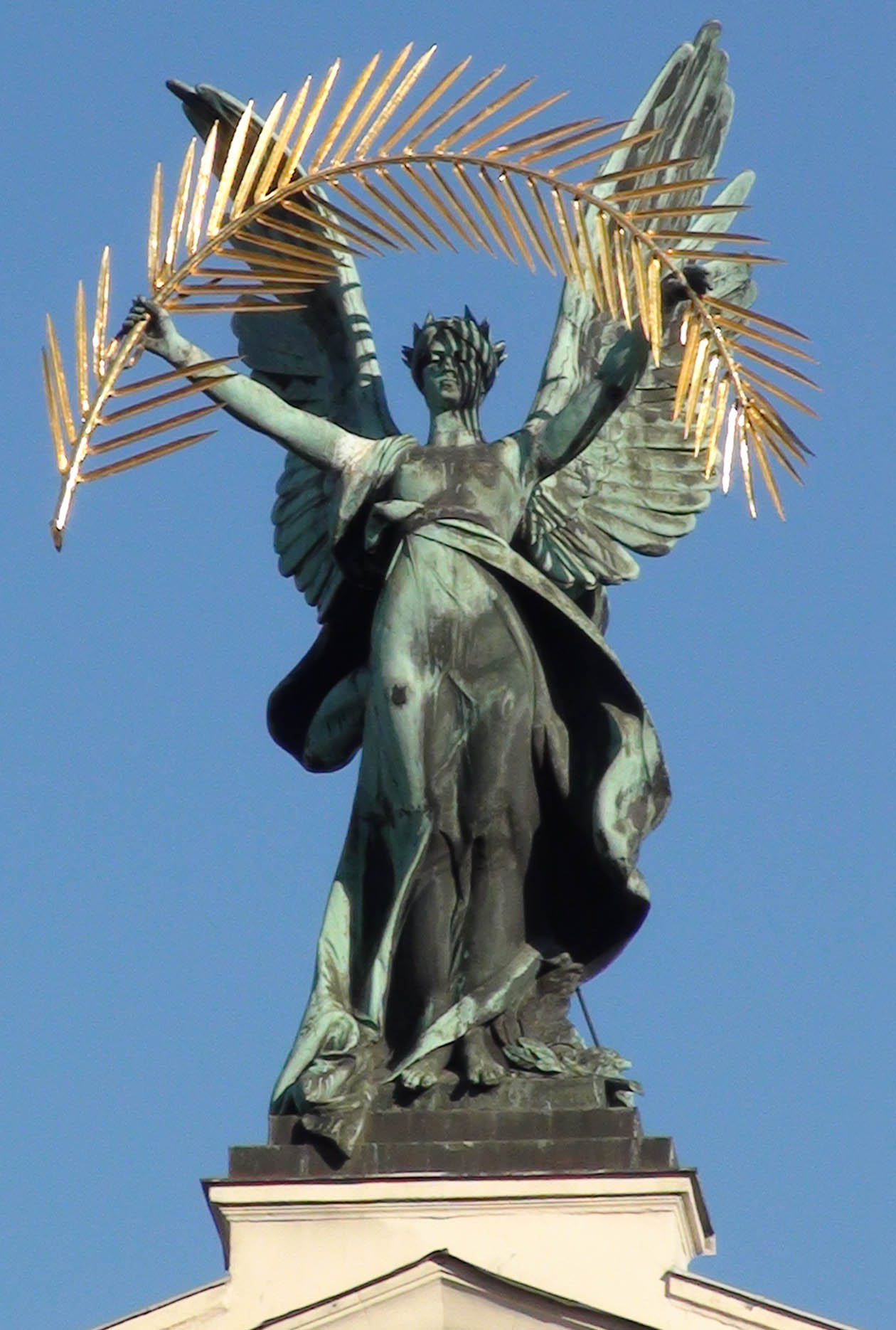
Аллегория Славы на фасаде театра

Большой городской театр (так назывался Оперный театр до 1939 года) открылся 4 октября 1900 года. В торжественном открытии приняли участие писатель Генрик Сенкевич, композитор И. Падеревский. В этот вечер в театре показывали постановку драматической оперы «Янек» В. Желенского про жизнь жителей карпатской Верховины.
В 1934 году театр закрыли из-за экономического кризиса. В 1939 году здесь прошли Народные сборы Западной Украины, которые поддержали присоединение Галиции и Волыни к УССР. Театр был вновь открыт в 1939 году и получил название Львовского государственного оперного театра. В 1940—1941 Львовская опера была в срочном порядке украинизирована, польский язык вышел из употребления.
В 1941-1944 годах практически весь оркестр Львовского оперного театра, в том числе профессор Львовской государственной консерватории Штрикс, а также дирижёр оперы Мунд и другие известные еврейские музыканты, находились в Яновском концлагере. Нацисты заставляли музыкантов играть во время пыток и казней заключённых. Снимок оркестрантов был одним из свидетельств на Нюрнбергском процессе. Накануне освобождения Львова в июне 1944 года все 40 музыкантов были расстреляны.
В 1944 года 22 июля Львовского оперного театра могло бы и не стать. В ожесточённых боях за Львов, немцы решили заминировать и взорвать здание Львовского оперного театра. Эта информация дошла до командования Уральского добровольческого танкового корпуса. Двум танкам с отделениями автоматчиков под командованием гв. ст. техника-лейтенанта Антонинова Н. И., было приказано пробиться к театру и не дать противнику осуществить свой страшный замысел. Здание охраняли 10-12 гитлеровцев, которые были уничтожены. Экипаж Антонинова Н.И расстрелял подрывников и первым вошёл в театр тем самым спас его.(см. Львовская правда от 11 января 1983 г.). Другие участники этого подвига рядовой Николай Залунин, сержант Иван Бохан, старший сержант Караев, ефрейтор Хадоян, рядовой Всеволод Козорез и др.
В 1956 году получил имя Ивана Франко, в 1966 — звание академического. В конце 1970-х закрывался на реконструкцию, вновь был открыт в 1984 году. В 1996 году здесь происходила одна из встреч президентов стран Центральной и Восточной Европы.
В 2000 году театр праздновал 100-летие и было принято решение дать театру имя известной оперной певицы Соломии Крушельницкой. 
5 октября 2005 года в зеркальном зале театра перед работниками Президент Украины Виктор Ющенко, отмечая заслуги всего коллектива, высокий уровень исполнительского мастерства солистов, хора, балета и оркестра, огласил указ о присвоении театру статуса Национального.
В 2008 году театр стал членом ассоциации «Опера-Европа».

## Архитектура
Львовский Оперный театр построен (1897—1900) по проекту архитектора Зигмунда Горголевского, который самостоятельно руководил всем строительством используя формы Ренессанса и барокко. Здание богато скульптурным декором, в оформлении интерьера преобладает мрамор, лепные орнаменты, позолота и декоративная живопись. Театр был декорирован и снаружи и внутри, продемонстрировав искусство скульпторов (П. Войтович, Ю. Марковский, А. Попель, Э. Печ, Т. Баронч) и художников (Т. Попель, М. Герасимович, Т. Рыбковский, З. Розвадовский, С. Дембицкий, С. Рейхан).

### Передний фасад
Главный вход устроен в виде трёх порталов с арочными лоджиями над ними, разделенными коринфскими колоннами. Фронтон венчает фигура «Слава» с пальмовой ветвью, с двух сторон на наконечниках фасада размещены крылатые символические бронзовые фигуры «Гений Трагедии» и «Гений Музыки» скульптора Войтовича.

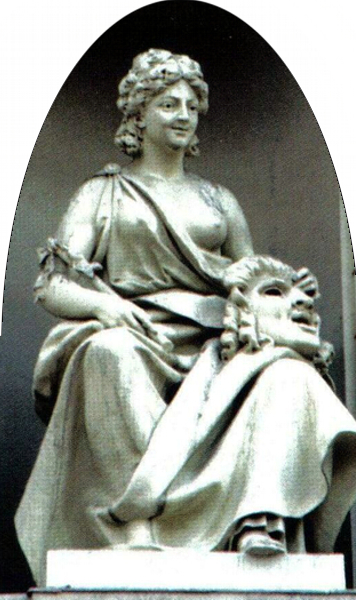
Муза комедии — Талия
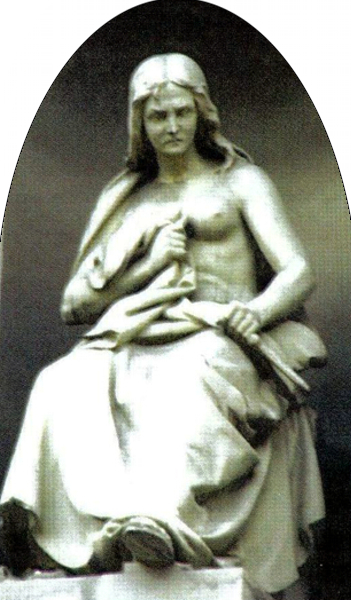
Муза трагедии — Мельпомена
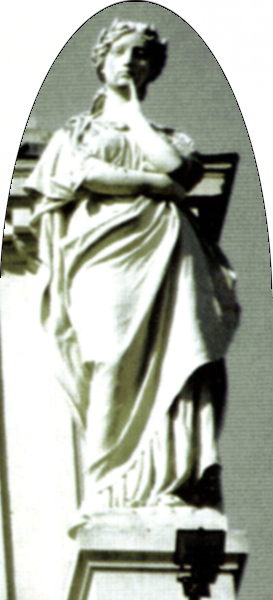
Муза торжественных гимнов — Полигимния
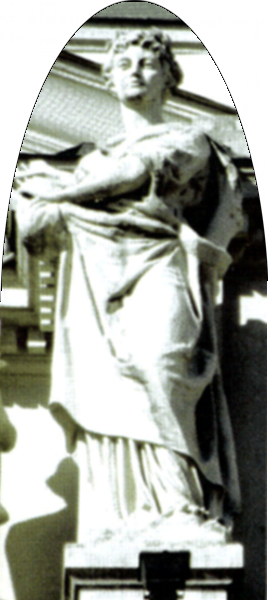
Муза любовных песен — Эрато

### Концертный зал
Зрительный зал построен в форме лиры,  состоит из партера и 3-х балконов, насчитывает 44 ложи и вмещает 1100 зрителей. Зал имеет окраску в белых тонах с золотом. Главным акцентом отделки балконов являются отлитые из гипса фигуры атлантов, кариатид, муз, гениев, а также гермы. Пышно украшен потолок зрительного зала. В центре находится круглый плафон с прекрасной бронзовой люстрой, изготовленной по проекту З.Горголевского. Позолоченная лепка в виде гирлянд из цветов и листьев, делит круг плафона на десять сегментов, в которых находятся картины с аллегорическими женскими фигурами. С 1900 года традиционно сохраняется бордовый цвет кресел. Общую картину зала завершает декоративный занавес «Парнас», созданный Генриком Семирадским. Художник работал над ней последние годы своей жизни в Риме. Вышло так, у заказчиков не хватило денег, чтобы заплатить художнику за работу. Семирадский своё уникальное полотно, над которым трудился несколько лет, подарил театру. Парадный занавес в обрамлении чудесного бордюра, выполненного итальянским мастером Ретросси по эскизу самого Семирадского, впервые предстал перед зрительным залом 13 января 1901 года. Семирадский умер через год после открытия театра, а его занавес и поныне украшает театр. Занавесы-картины такого типа есть лишь в Ла-Скала, а также в операх Кракова и Львова. Перед зрителем занавес опускают лишь при особых случаях, к примеру на премьерах.

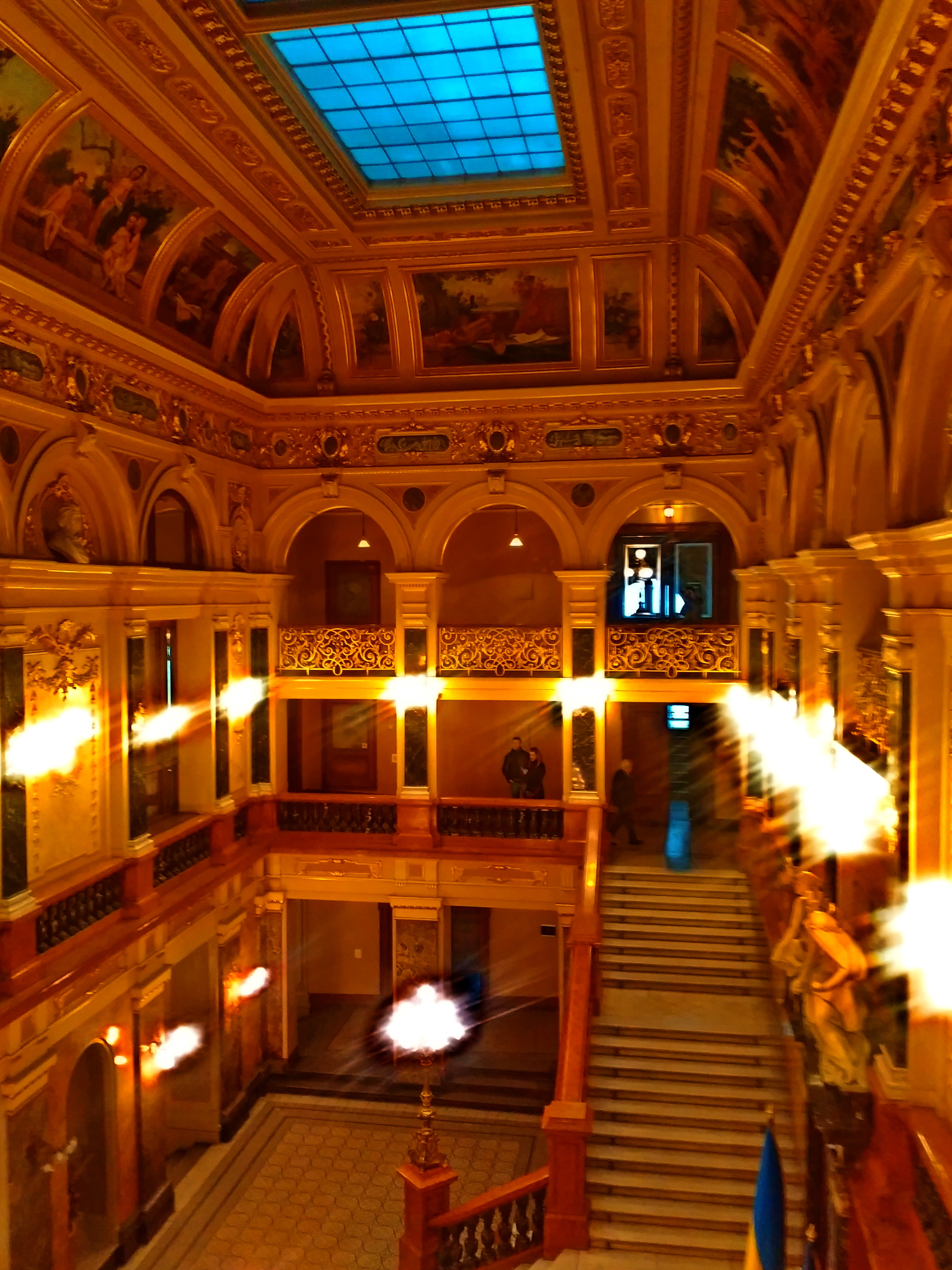
Вестибюль
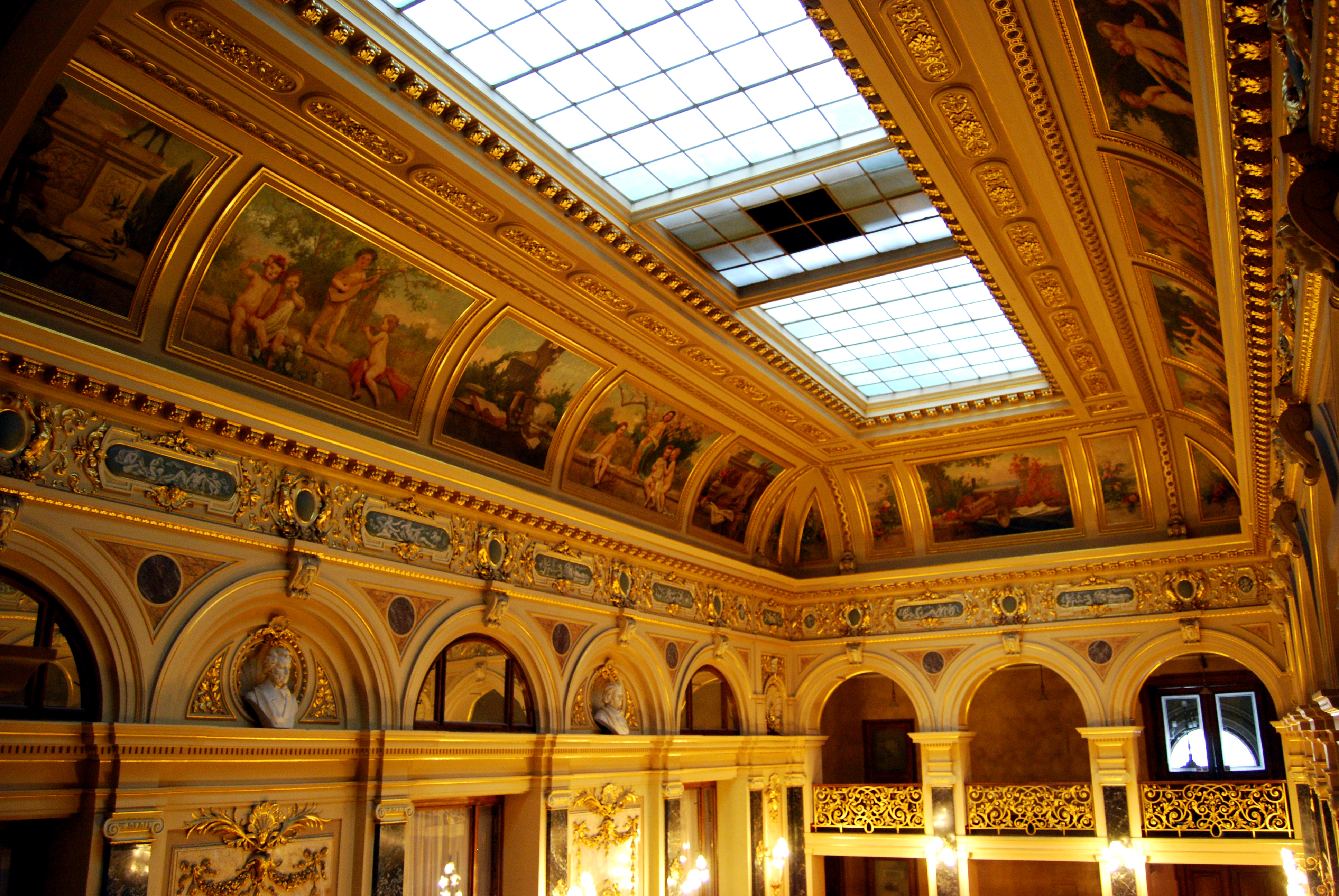
Вестибюль (потолок)
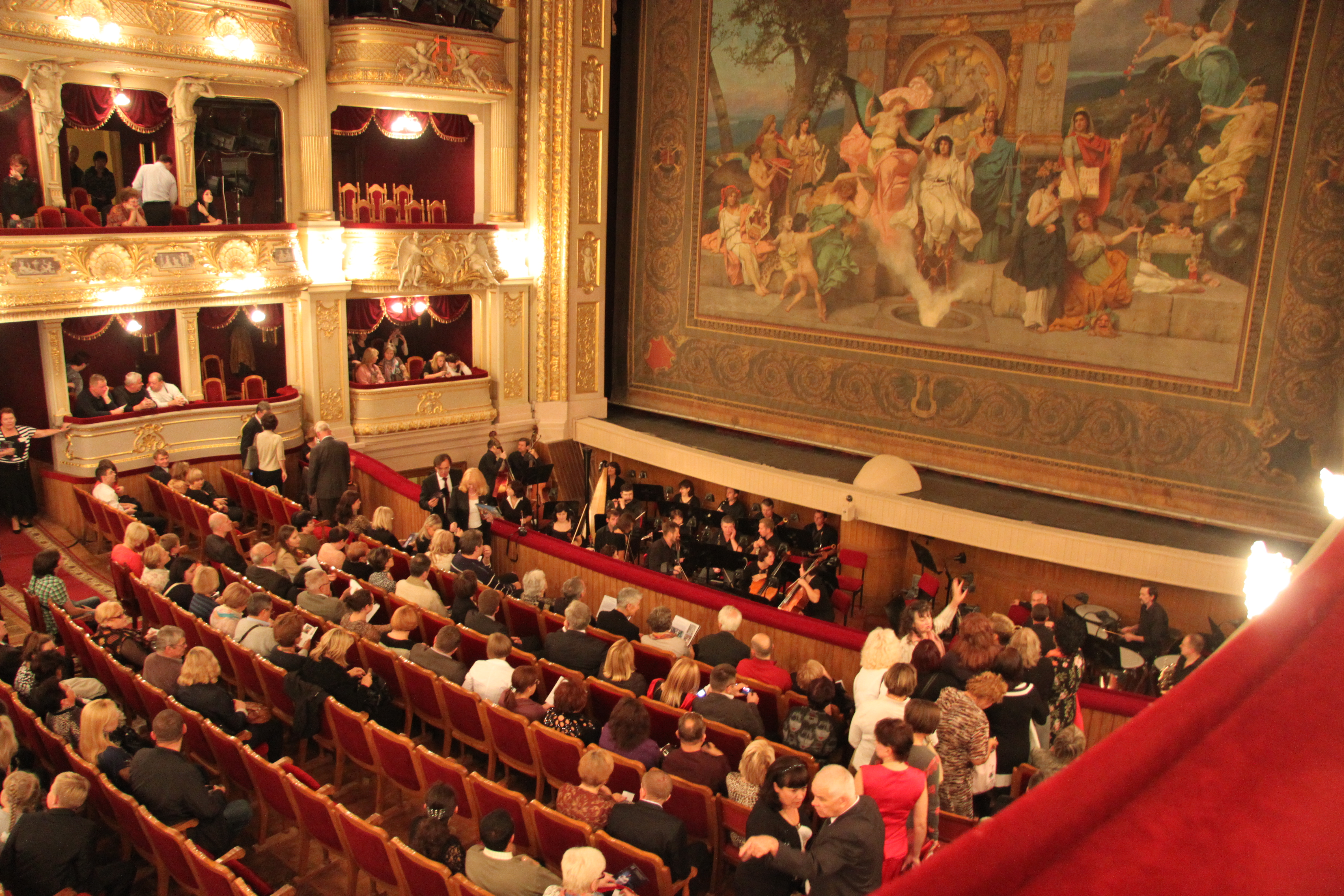
Зрительный зал
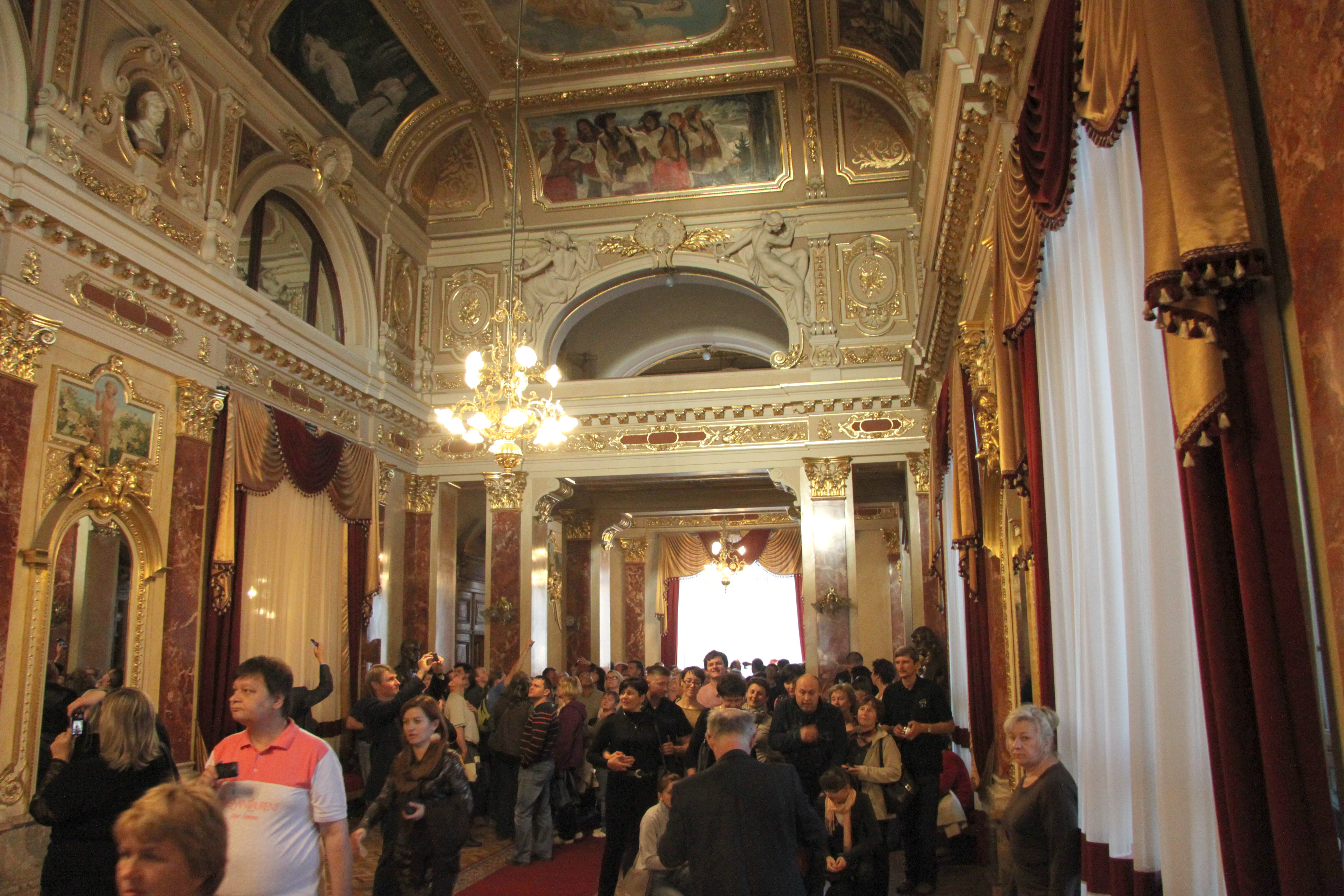
Фойе

## Коллектив
Львовский театр оперы и балета состоит:
- симфонический оркестр — около 90 музыкантов;
- солисты оперы — свыше 40 вокалистов;
- хор — около 60 артистов;
- балетная труппа — около 60 артистов.

Репертуар театра составляют более 50 опер и балетов.

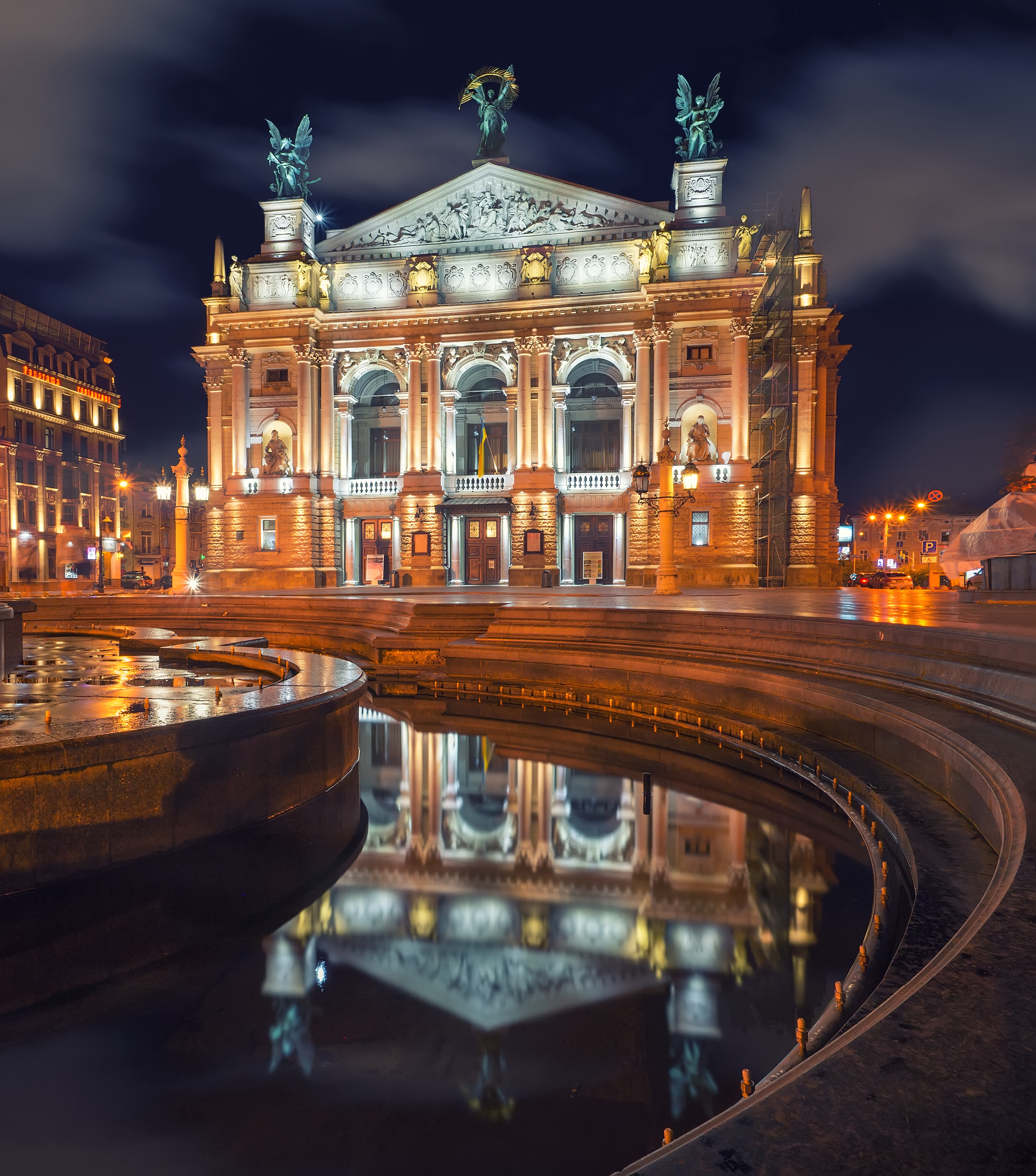
Общий вид
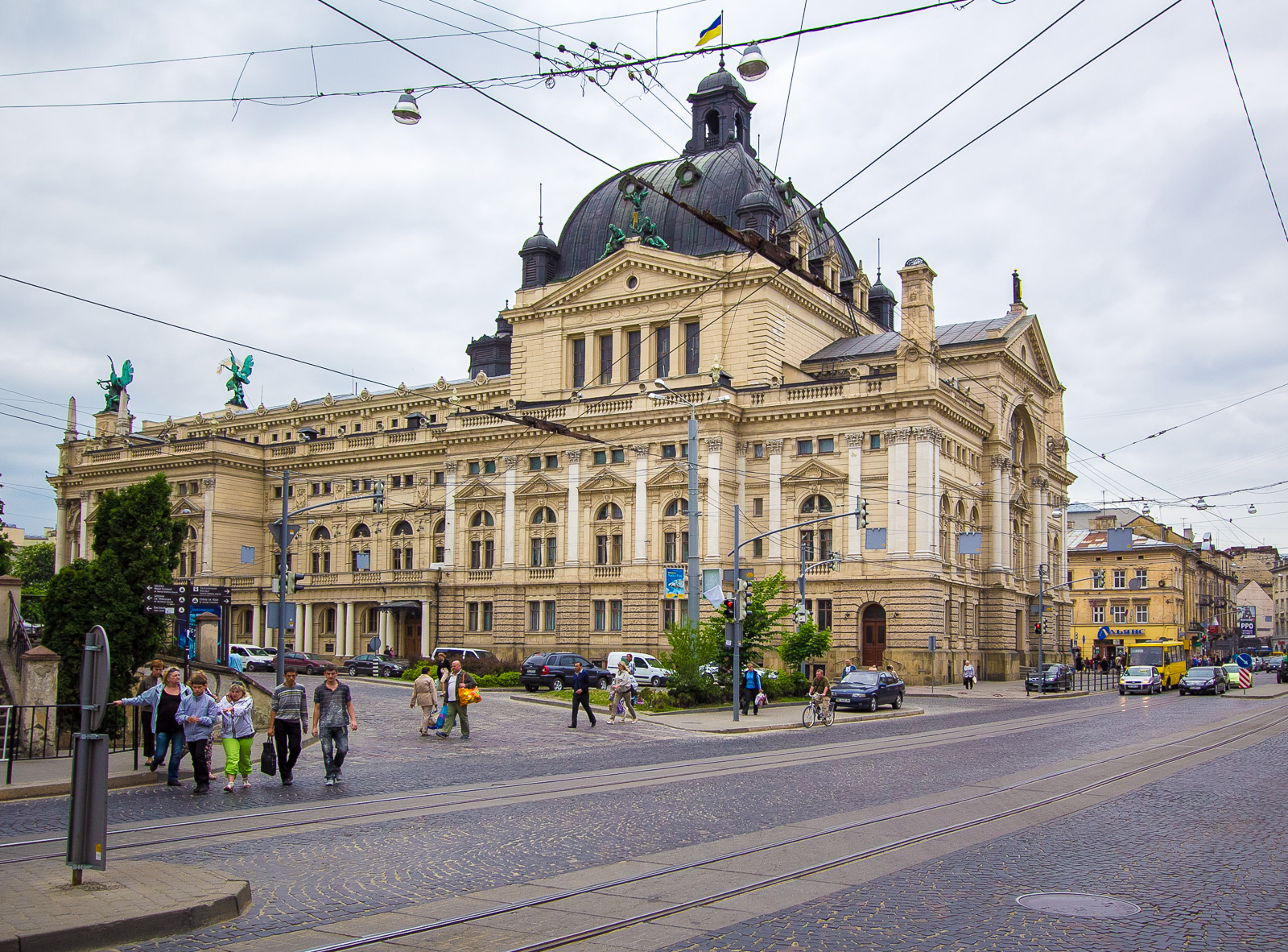
Львовская опера с северной и тыльной стороны
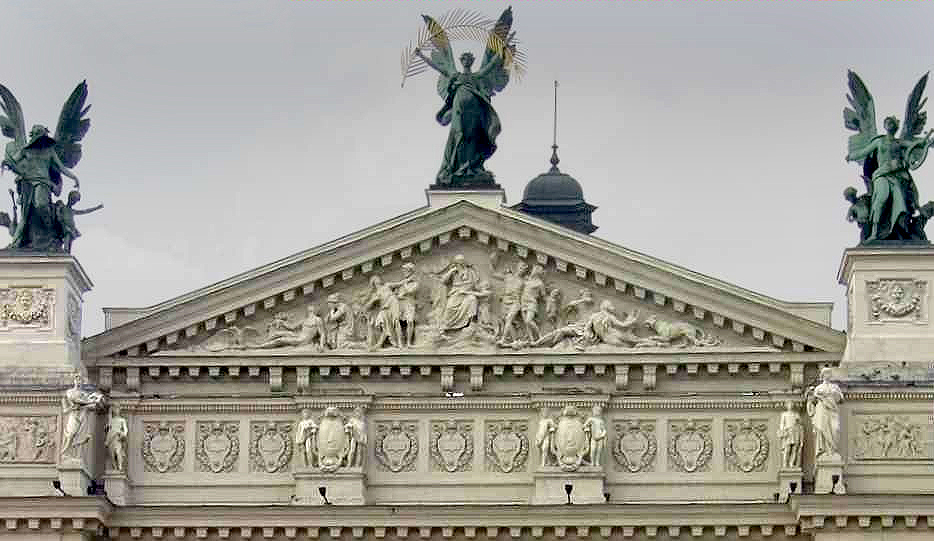
Фронтон и фриз театра
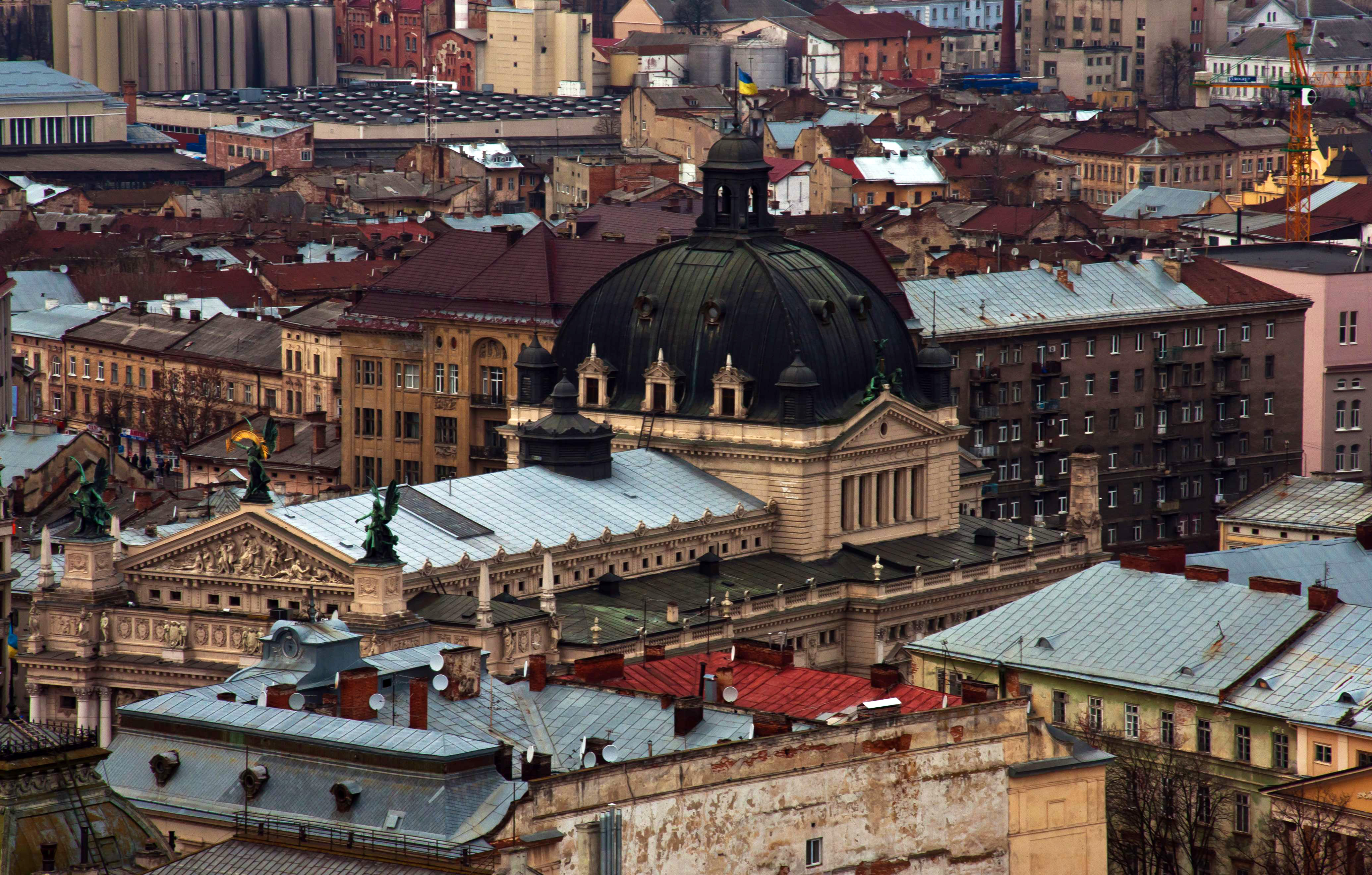
Вид на театр с ратуши
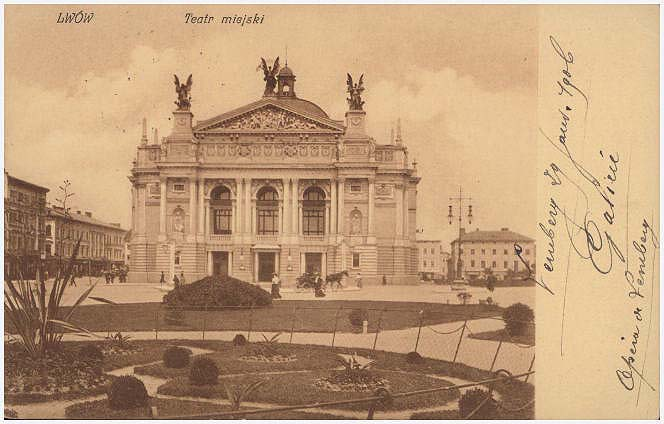
Театр оперы и балета на открытке, 1905

## Персоналии
- Альтенберг, Марьян — дирижёр Львовского оперного театра (1939—1941). Казнён немецкими оккупантами в Варшаве.
- Арбит, Семён Михайлович — дирижёр-постановщик.
- Блавацкий, Владимир Иванович — художественный руководитель (1941—1943).
- Голынский, Михаил Теодорович (1890—1973) — оперный певец.
- Гречнев, Яков — режиссёр-постановщик и главный режиссёр в 1947—1960 годах.
- Демчишин, Ростислав Петрович — дирижёр Львовской оперы.
- Крупенко, Игорь Васильевич — оперный певец, солист в 1963—1970 годах.
- Невядомский, Станислав — польский композитор.
- Сталинский, Олег Николаевич — Заслуженный артист Украины, ведущий солист театра.
- Лидия Улуханова — солистка театра 1930—1940 г.
- Эдер, Тадей Евстахович — генеральный директор — художественный руководитель театра в 1998—2017 годах.

## Награды
- Почётная грамота Президиума Верховного Совета РСФСР (5 июня 1969 года) — за большой вклад в развитие и укрепление взаимосвязей братских национальных культур и активное участие в проведении Декады украинской литературы и искусства в РСФСР[2].